# کی وست
کی وست (به انگلیسی: Key West) جزیره ای در تنگه فلوریدا، در کشور آمریکا و در قاره آمریکای شمالی است. این جزیره حدوداً ۱۴۰ کیلومتر با کشور کوبا فاصله دارد و همچون اغلب دیگر جزایر کیز، میان اقیانوس اطلس و خلیج مکزیک قرار گرفته‌است.
کی وست که یکی از جزایر تشکیل دهندهٔ مجمع‌الجزایر مرجانی فلوریدا کیز است، در محدودهٔ شهر کی وست در شهرستان مونرو و در ایالت فلوریدا قرار گرفته‌است (شهر کی وست برخی از بخش‌های جزایر همسایه را نیز در بر می‌گیرد). طول این جزیره حدوداً ۶،۴ کیلومتر و عرض آن ۱،۶ کیلومتر است و مساحت کل آن ۱۳،۶ کیلومتر مربع می‌باشد.

## افراد سرشناس که زمانی در این جزیره زندگی کرده یا اقامت گزیده‌اند
- ارنست همینگوی، نویسنده
- تنسی ویلیامز، نویسنده
- هری ترومن، رئیس‌جمهور
- جیمی بافت، خواننده
- شل سیلورستاین، شاعر، نویسنده و کاریکاتوریست
- دیوید رابینسون، بازیکن بسکتبال
- جان جیمز اودوبان، پرنده شناس، طبیعت‌گرا و نقاش
- مل فیشر، جویندهٔ گنج

## نگارخانه

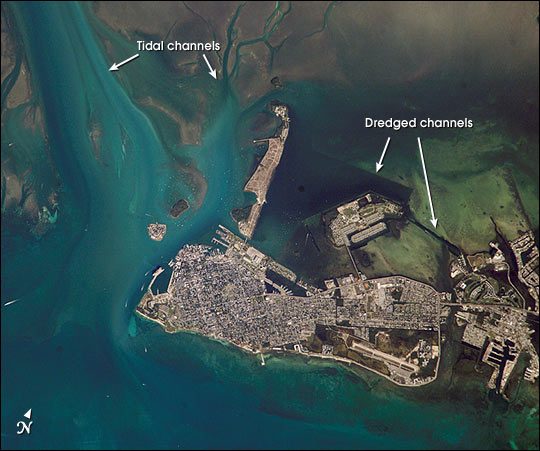
تصویر کی وست از فضا
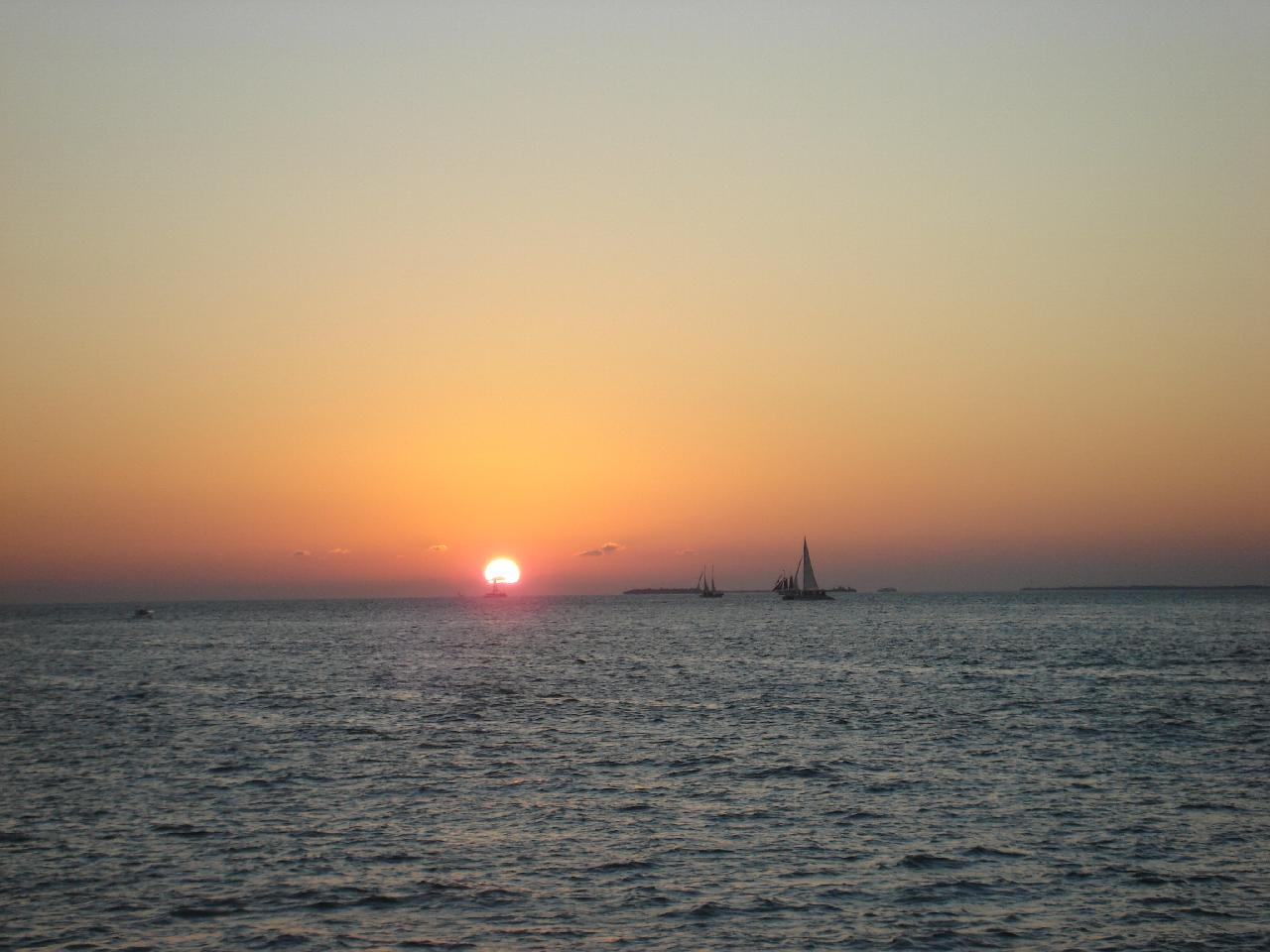
غروب معروف کی وست
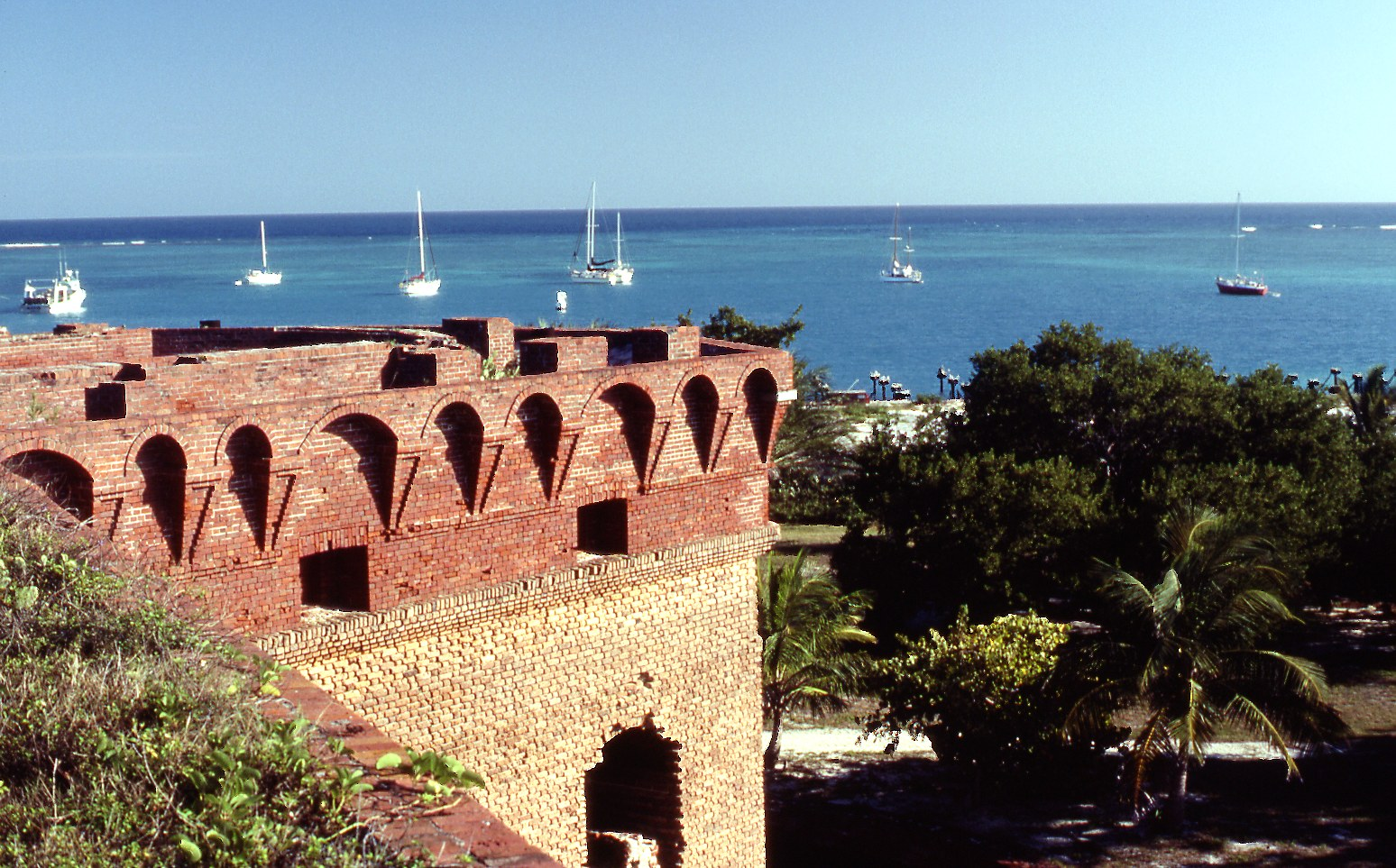
منظرهٔ قایقها از جزیرهٔ کی وست
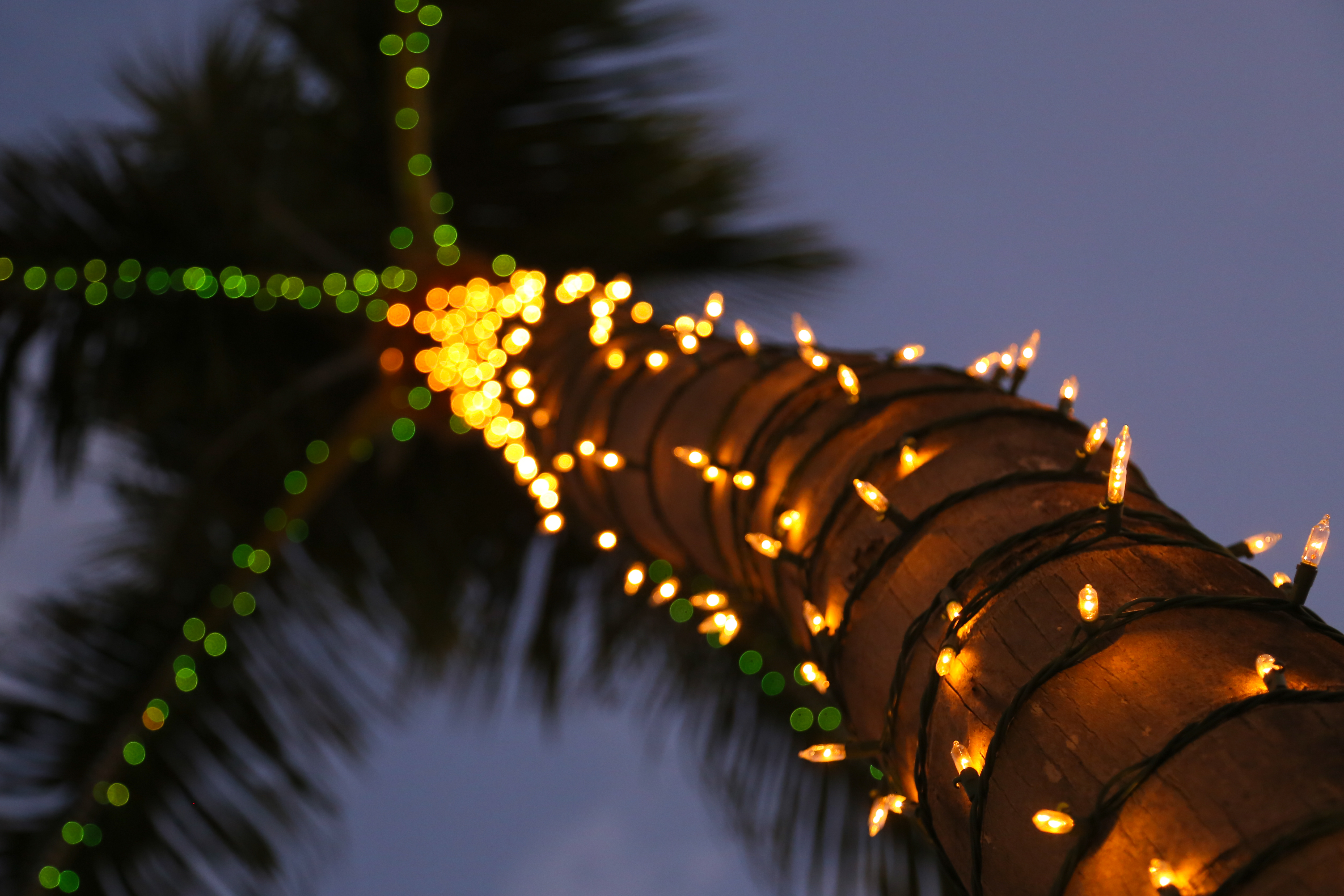
کریسمس در بهشت کی وست